# Krokosvorka

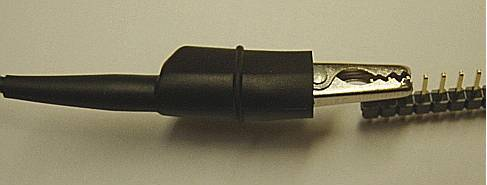
Částečně izolovaná krokosvorka s přívodním kabelem

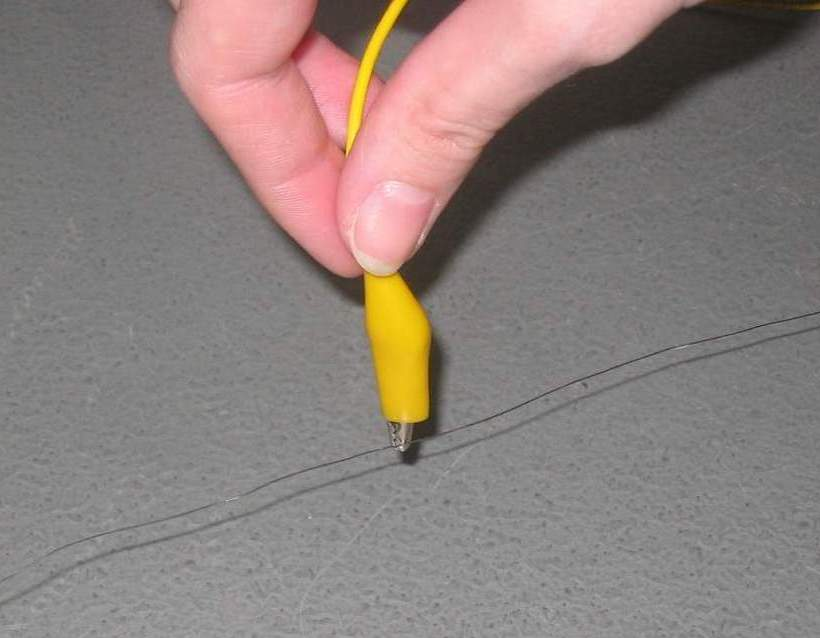
Obvyklé provedení s izolovanou krokosvorkou a zkušebním vodičem

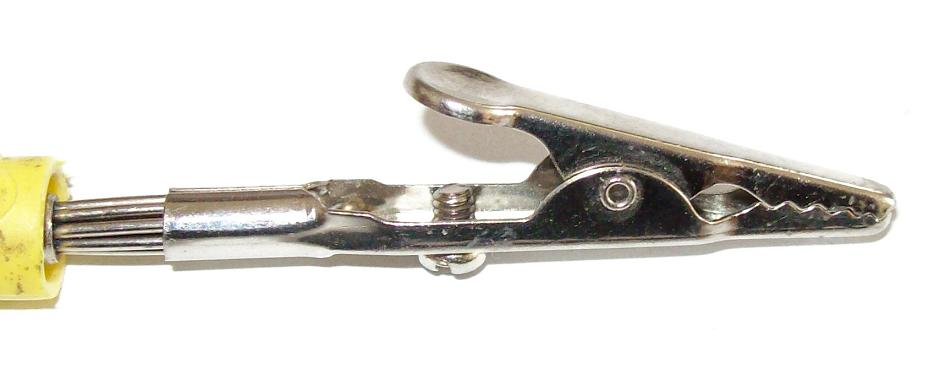
Krokosvorka k nasazení na banánek o prům. 4 mm

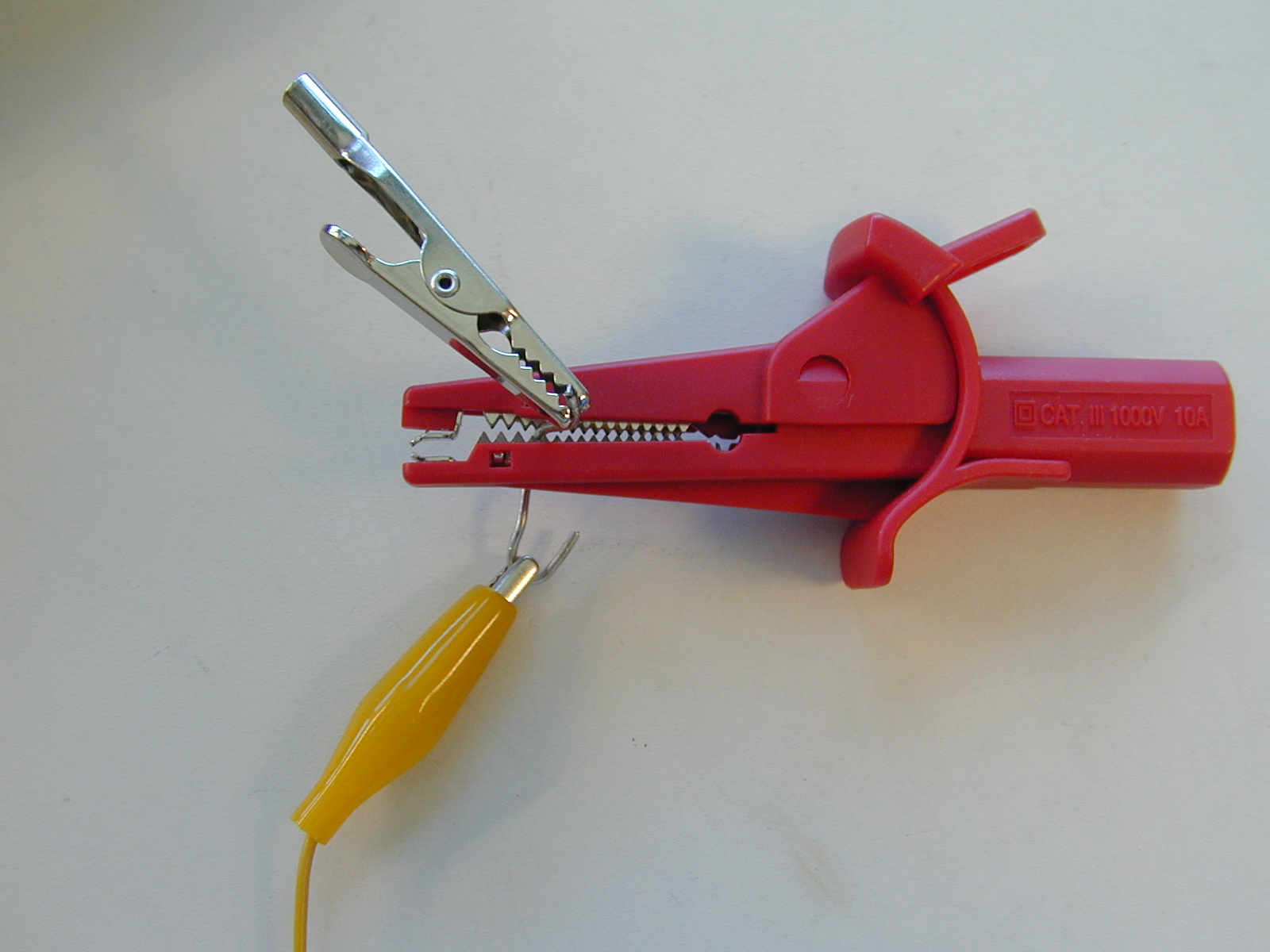
Tři různá provedení krokosvorek

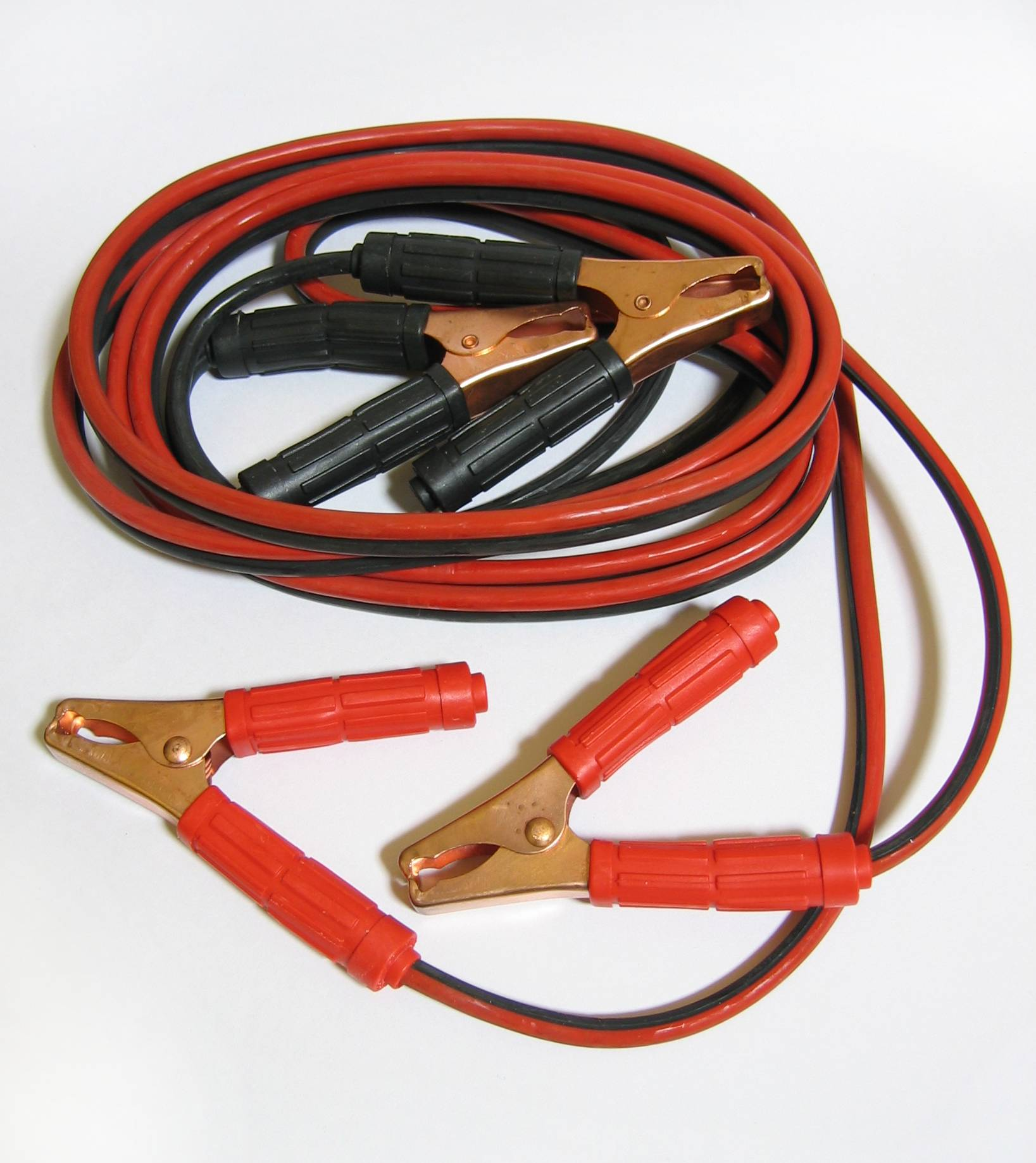
Svorky velkého průřezu na startovacích kabelech

Krokosvorka, někdy také krokodýlek je elektrotechnická součástka upevněná na konci ohebného vodiče. Sevřením čelistí vytváří dočasné spojení ohebného (například měřicího) vodiče s jiným vodičem, vývodem součástky nebo svorkou elektrického přístroje.

## Funkce
Elektrický kontakt vzniká mezi vodičem (vývodem) a odpruženými čelistmi krokosvorky, většinou opatřenými zuby. Často je jedna z čelistí menší, takže bez vložení vodiče obě čelisti zapadnou do sebe. Čelisti jsou k sobě tlačeny vloženou pružinou. Na obdobném principu funguje také kolíček na prádlo.

## Technické provedení
Běžně se užívají dvě základní provedení. Krokosvorka může být trvale spojena s ohebným vodičem. Může být na jednom nebo obou koncích vodiče, připevněna je často pájením nebo krimpováním. V jiném provedení může být krokosvorka určena k nasazení na jednopólovou zástrčku, tzv. banánek.
Krokosvorky mohou být úplně neizolované nebo v různém stupni izolované plastovou izolací různých barev pro vzájemné odlišení kabelů.
Přípustné proudy mohou být podle rozměrů a průřezu připojeného vodiče od miliampér v měřicí technice až po stovky ampér u startovacích kabelů pro automobily.

## Původ názvu
Název vznikl podle vzdálené podobnosti s otevřenou čelistí krokodýla.

## Použití
Krokosvorky jsou používány pro rychlé, dočasné propojení elektrických obvodů v elektromontážních dílnách, opravnách nebo laboratořích. Podle síly pružiny a použitého materiálu jsou takové svorky použitelné pro proudy od miliampér do přibližně 15 ampér.
Při použití na startovacích a nabíjecích kabelech pro akumulátory spalovacích motorů je mechanické provedení krokosvorek významně mohutnější a proudy mohou krátkodobě dosahovat až stovek ampér. Krokosvorky jsou oblíbené pro jednoduchost svého použití, bývají součástí vybavení multimetrů (voltmetrů, ampérmetrů, ohmmetrů…). Krokosvorky se poprvé objevily na počátku 20. století.

## Bezpečnost při používání
S ohledem na to, že části pod napětím jsou odkryté, měly by být krokosvorky používány jen v obvodech s bezpečným napětím. Připojovat a odpojovat pod napětím by se nemělo vůbec.
Při velkém proudovém zatížení může dojít k zahřátí kontaktních plošek a následně k poškození izolace.